# Ludomir Włodzimierz Kościesza Wolski
Ludomir Włodzimierz Wolski herbu Kościesza, ps. „Mieczysław”, „Mieczysław Wolski” (ur. 4 kwietnia 1893 w Siennowie, zm. 24 grudnia 1965 w Opolu) – major Wojska Polskiego, ziemianin, inżynier, agronom, kawaler Orderu Virtuti Militari, Sprawiedliwy wśród Narodów Świata.

## Życiorys
Urodził się w rodzinie Zdzisława (1851–1917) i Heleny z Cieńskich herbu Pomian (1853–1931). Był wychowankiem Gimnazjum oo. Jezuitów w Chyrowie. Inżynier gleboznawca, absolwent wyższych studiów agronomicznych (Hochschule für Bodenkultur) w Wiedniu w 1914 ze specjalizacją gleboznawstwo i podglebie. 
W 1914 zaciągnął się do Legionu Wschodniego, a po jego rozwiązaniu został wcielony do c. i k. armii. Jako oficer artylerii na różnych frontach I wojny światowej: rosyjskim – m.in. w Karpatach (Galicja, Rumunia, udział w zdobyciu Odessy w 1917/1918), serbskim, greckim i włoskim. Jego oddziałem macierzystym był pułk armat polowych nr 31, który w 1918 został przemianowany na pułk artylerii polowej nr 30. Na stopień podporucznika został mianowany ze starszeństwem z 1 stycznia 1916 w korpusie oficerów rezerwy artylerii polowej i górskiej.
Jesienią 1918, po rozpadzie Austro-Węgier, wrócił do Polski i jako oficer w stopniu porucznika artylerii zaciągnął się wraz z braćmi, Tadeuszem i Zdzisławem, do powstającego Wojska Polskiego. Wziął udział w odsieczy Lwowa. W 1920 jako kapitan artylerii wziął udział  w „wyprawie kijowskiej” Piłsudskiego i w późniejszej obronie Lwowa przed wojskami Armii Czerwonej. 8 stycznia 1924 został zatwierdzony w stopniu kapitana ze starszeństwem z dniem 1 czerwca 1919 i 640. lokatą w korpusie oficerów rezerwowych artylerii. Posiadał przydział w rezerwie do 10 dywizjonu artylerii konnej w Jarosławiu
Po demobilizacji zarządzał rodzinnym majątkiem w Rozborzu Długim. Powiatowy ekspert gruntów rolnych – wprowadzał do rolnictwa wiele nowych technik upraw rolnych i poprawy gleby rozpowszechniając je wśród okolicznego ziemiaństwa i rolników. Inspektor Klasyfikacji Gruntów przy Lwowskiej Izbie Skarbowej. Od 1931 był sędzia rozjemczym ds. Spraw Oddłużania Rolnictwa przy Sądzie Rozjemczym we Lwowie.
Zmobilizowany w 1939, wziął udział w obronie okrążonego przez Niemców Lwowa. Z chwilą poddania, wobec przejmowania jeńców przez Armie Czerwoną, odmówił pójścia do niewoli. Za zgodą dowódcy gen. Langnera przeszedł do cywila wraz z podległymi mu oficerami, co uchroniło go przed losem innych polskich oficerów (patrz Zbrodnia katyńska).
W październiku, wraz z żoną przekradł się na stronę niemiecką wracając do Rozborza; organizator ZWZ i następnie AK w ziemi przeworskiej i jarosławskiej. Udzielał wraz z rodziną pomocy rodzinom żydowskim, za co został odznaczony odznaczeniem cywilnym Sprawiedliwy wśród Narodów Świata. Poszukiwany przez Gestapo jako „Mieczysław Wolski” ukrywał się od 1943. Po wejściu Armii Czerwonej, wobec fali rewizji, aresztowań i wywózek inteligencji i ziemiaństwa przez NKWD i Smiersz ukrywał się. 
W listopadzie 1944 wstąpił do 2 Armii WP co uchroniło jego i rodzinę przed prześladowaniami. Był oficerem artylerii najpierw przy sztabie armii, a później jako zastępca dowódcy pułku ds. szkolenia  a następnie ds. liniowych 53 pułku artylerii przeciwpancernej. W kwietniu 1945 wziął udział w forsowaniu Nysy Łużyckiej.  
20 kwietnia w czasie przemarszu, na wysokości Diehse, pułk został zaatakowany przez silną kontrofensywę niemiecką idącą z południa na odsiecz Berlinowi. Wobec odcięcia od czoła kolumny z dowództwem pułku, Wolski przejął dowodzenie nad pozostałymi siłami – bateriami 3 do 6 i zorganizował obronę w formie rejonu pancernego odpierając kolejne ataki sił pancernych i wyprowadzając oddziały 53 ppanc oraz 78 ppanc z zagrożenia. 
1 października 1945 za dowództwo w trudnej sytuacji został odznaczony Krzyżem Srebrnym Orderu Virtuti Militari i mianowany majorem przez dowódcę 2 Armii WP gen. Karola Świerczewskiego.
Od 1 lutego 1946 do 12 stycznia 1950 był komendantem Poligonu Artylerii mieszczącego się wówczas w Wielkim Borze (ob. Borne Sulinowo) i Jeleniu pod Szczecinkiem, a następnie w Drawsku. W latach 1950–1953 pełnił funkcję komendanta wojskowego Torunia.
Po demobilizacji w 1953 był zastępcą dyrektora od spraw nasiennictwa w Centrali Nasiennej w Opolu. W 1964 przeszedł na emeryturę. Zmarł 24 grudnia 1965. Został pochowany w Siennowie w krypcie starego kościoła, w którym umieszczona jest też tablica z łacińskim epitafium.
W 1921 zawarł związek małżeński z Heleną Younga de Lenie, lwowianką, malarką, lingwistą i tłumaczem, członkiem POW, Orląt Lwowskich i żołnierzem AK. Ze związku narodzili się: Krzysztof (ur. 29 grudnia 1922), doktor etnografii i antropolog i Teresa (ur. 27 listopada 1926).
Ludomir Wolski był miłośnikiem literatury klasycznej, biegle znał języki klasyczne – grekę i łacinę – oraz niemiecki, francuski i węgierski.
Znany był z poczucia humoru i ciętego języka, autor „O tym i owym” zbioru opowiadań, wspomnień i anegdot o Małopolsce z przełomu XIX i XX wieku.

## Ordery i odznaczenia
- Krzyż Srebrny Orderu Virtuti Militari – 1 października 1945
- Sprawiedliwy Wśród Narodów Świata jako „Włodzimierz Wolski z synem Krzysztofem”, decyzja z września 1981

W czasie służby w c. i k. armii otrzymał:
- Srebrny Medal Waleczności 1 klasy,
- Srebrny Medal Waleczności 2 klasy,
- Krzyż Wojskowy Karola[2].